# Technische Werke Dresden
Die Technische Werke Dresden GmbH (TWD) ist ein öffentliches Unternehmen der Stadt Dresden, das als Dachgesellschaft für diverse kommunale Betriebe fungiert. Die TWD halten Mehrheitsbeteiligungen an sieben direkten Tochtergesellschaften, die ihrerseits Beteiligungen an unterschiedlichen Gesellschaften besitzen.

## Beteiligungen
Nachfolgend findet sich eine vollständige Aufstellung aller direkten Konzerngesellschaften der TWD und eine Auswahl einiger mittelbarer Beteiligungen:
- Dresdner Bäder GmbH (98,04 %)
- Stadtreinigung Dresden GmbH (100 %)
  - Dresdner Abfallwertungsgesellschaft mbH (100 %)
- Dresden-IT GmbH (60 % (weitere 40 % über die Dresdner Verkehrsbetriebe))
- Dresdner Verkehrsbetriebe AG (100 %)
  - Dresdner Verkehrsservicegesellschaf mbH (100 %)
  - VCDB VerkehrsConsultDresden-Berlin GmbH
  - Verkehrsgesellschaft Meißen mbH (74,9 %)
    - VGM-Service GmbH (100 % über die Verkehrsgesellschaft Meißen mbH)

  - Taeter Tours GmbH (49 %)
  - beka GmbH (0,16 %)
- Objektgesellschaft Kongresszentrum Neue Terrasse Dresden mbH (67,19 %)
- DGI Gesellschaft für Immobilienwirtschaft mbH Dresden (100 %)
- EnergieVerbund Dresden GmbH (100 %)
  - SachsenEnergie  (82,39 %)
    - DREWAG – Stadtwerke Dresden GmbH (90 %)

  - GSW Gas- und Wärmeservice GmbH  (100 %)
  - Energie- und Wasserwerke Bautzen GmbH (49 %)
  - Meißner Stadtwerke GmbH (49 %)
  - Freitaler Stadtwerke GmbH (30 %)
  - Stadtwerke Elbtal GmbH (30 %)
  - Stadtwerke Zittau GmbH (25,1 %)
  - Sächsische Energiehandelsgesellschaft mbH (9,95 %)
  - Stadtwerke Pirna Energie GmbH (6,15 %)